# 萬邦刁灣
萬邦刁灣（爪夷文：‎，意味“雲端上的幽靈”）是一座位於馬來西亞霹靂州金寶縣的一座小鎮。
該鎮北臨金寶、南為冷甲、東接地摩、西南為甘榜牙也、西為丹絨督亞冷、東南為打巴路、西北為雙溪古月。
著名的包裝花生品牌「顔賢萬里望花生」的工廠就坐落於此。除此之外，該鎮也有許多其他的工廠。

## 來源
1. ↑  . mdkampar.gov.my （马来语）.